# Atlético Municipal Fútbol Club
El Atlético Municipal de Santa Cruz de Yojoa fue un club de fútbol hondureño de la ciudad de Santa Cruz de Yojoa, Departamento de Cortés. Fue fundado en 1980 y jugó en la Liga de Ascenso de Honduras.

## Historia
El Atlético Municipal de Santa Cruz de Yojoa fue fundado el día 20 de agosto del año 1980 y comenzó jugando en la Liga Mayor de Fútbol de Honduras. Un día 30 de mayo de 1982 se celebró la primera sesión de la junta directiva del club, siendo en ese entonces presidente del club el señor José Elías Orellana. 
En la liga local de la Liga Mayor de Fútbol de Honduras, Municipal de Santa Cruz es el equipo con más títulos obtenidos (20). En 2010 consigue ascender a la Liga de Ascenso de Honduras. Estando en dicha categoría, el Municipal ha logrado ser subcampeón en dos ocasiones (Apertura 2011 y Apertura 2012), ambas de la mano del director técnico Wilmer Cruz.

### Venta de categoría y desaparición
El 4 de julio de 2018, vende su categoría al Santos FC de Siguatepeque, debido a los problemas económicos que el equipo había arrastrado en los últimos años, de hecho, en el último torneo el club sobrevivió a puro milagro de Dios y con el cariño de los jugadores.

## Presidentes
- José Elías Orellana (1982-1984)
- Obdulio Rubí (1984-1986)
- José Elías Orellana (1986-1988)
- José Muñoz (1988-2010)
- Roberto Pineda (2010-presente)

## Palmarés

### Títulos nacionales
- Campeón de la Liga Mayor de Fútbol de Honduras (20)
- Subcampeón de la Liga de Ascenso de Honduras (2): Apertura 2011 y Apertura 2012